# Java Platform Debugger Architecture
Die Java Platform Debugger Architecture (kurz JPDA; englisch für „Debugger-Architektur der Java-Plattform“) ist eine Softwarearchitektur, die Schnittstellen für die Entwicklung von Debuggern und die Überwachung sowie Steuerung von Java-Programmen bereitstellt. Sie ist seit der JDK-Version 1.3 erhältlich.

## Weitere Details
Die JPDA besteht aus zwei Schnittstellen und einem standardisierten Protokoll:
- Java Virtual Machine Debug Interface (JVMDI): definiert Mechanismen zum Zugriff, zur Steuerung und zur Beobachtung einer laufenden Applikation
- Java Debug Interface (JDI): dient zur Überwachung einer laufenden Anwendung
- Java Debug Wire Protocol (JDWP): dient zur Benutzung des JVMDI von einem fremden Rechner